# Большакова, Ольга Владимировна
О́льга Влади́мировна Большако́ва — российский историк, доктор исторических наук, заведующий сектором истории России и ведущий научный сотрудник Отдела истории Института научной информации по общественным наукам РАН. Специалист в области истории России, зарубежной историографии и методологии исторической науки. Автор аналитических обзоров и работ по англоязычной и отечественной историографии истории России.

## Биография
На историческом факультете МГУ им. М. В. Ломоносова защитила в 2001 году диссертацию на соискание учёной степени кандидата исторических наук по теме «Бюрократия, реформы и контрреформы в России (1855—1894 гг.) в освещении англоязычной историографии». Там же в 2022 защитила докторскую диссертацию по теме «История императорской России в зарубежном россиеведении: теории, источники, интерпретации (1940—2010-е годы)».
Была научным сотрудником по региональным обменам в Институте Кеннана в Вашингтоне. В начале пребывала в нём по краткосрочному гранту для сбора материалов по американской русистике в 2002 году. В том же направлении работала в Институте Кеннана в 2007 году по стипендии Фулбрайта.
С 1994 года работает в Институте научной информации по общественным наукам РАН.
Является членом редколлегии серии 5 «История» реферативного журнала «Социальные и гуманитарные науки. Отечественная и зарубежная литература» и журнала «Российская история». Главный редактор журнала «Социальные новации и социальные науки».

## Отзывы
Л. В. Белгородская (д. и. н.), рассматривая россиеведение как научную дисциплину, изучающую «феномен российской модели исторического развития», выделяет труды О. В. Большаковой в особую группу исследований по теме, констатируя, что «О. В. Большакова осуществила тщательное исследование американской литературы по русистике».
Д. А. Андреев (к. и. н.) в своей рецензии на монографию О. В. Большаковой «Власть и политика в России XIX — начала XX века: американская историография» заключил, что «это не только полезный и удобный путеводитель по более чем полувековой американской русистике, но и навигатор по наиболее перспективным приёмам постижения нашей собственной истории, перечитывания многих её страниц».
Пол Верт (Ph.D.) отмечает, что О. В. Большакова является «умелым и хорошо осведомлённым гидом» для российского читателя, слабо знакомого с американской наукой.
Р. Д. Роббинс (Ph.D.) в своей рецензии на монографию О. В. Большаковой «Власть и политика в России XIX — начала XX века: американская историография» отмечает, что, несмотря на открывшийся в 1980-х годах новый период «творческого беспорядка» с разнообразными предметами и методологиями в среде американских историков России, она мастерски передаёт их основные тенденции. По оценке рецензента, — «эта эрудированная, основательная и хорошо написанная книга должна иметь значительную ценность для целевой аудитории — отечественных историков России».
А. В. Тихонова (д. и. н.), констатируя, что «имя Ольги Владимировны Большаковой <…> хорошо известно профессиональным историкам», в своей рецензии писала, что важным достоинством её работ является стремление к научной объективности, которое способствует, как отметил Л. Е. Горизонтов (д. и. н.), — «преодолению обеих крайностей в восприятии американского россиеведения — сугубого скепсиса, родом из советских времён, и подражательного поклонения, характерного для конца прошлого столетия».
В отношении представленной О. В. Большаковой в учебном пособии «Зарубежное россиеведение» главы — «Зарубежное россиеведение и российское отечествоведение: пути взаимодействия» рецензенты А. В. Ашихмин, Л. А. Веппе, Д. А. Малюченко и Е. В. Петрова (д. и. н.) среди её достоинств выделяют «форму подачи учебного материала». Глава, по их мнению, «даёт общее и основательное представление о тенденциях развития американской историографии истории России в новейшее время».